# Sebastian Köber
Sebastian Köber (ur. 28 maja 1979 we Frankfurcie) – niemiecki bokser, brązowy medalista olimpijski z Sydney.

## Kariera amatorska
Podczas igrzysk olimpijskich w Sydney zdobył brązowy medal w kategorii ciężkiej. W półfinale przegrał z Kubańczykiem Félixem Savónem.
W 2001 startował na mistrzostwach świata w Belfaście, jednak przegrał w ćwierćfinale z Davidem Haye'm.
W 2002 roku zdobył brązowy medal podczas mistrzostw Europy w Permie. W półfinale przegrał przed czasem z Aleksandrem Powietkinem.
W 2003 roku zdobył brązowy medal podczas mistrzostw świata w Bangkoku, przegrywając w półfinale z Kubańczykiem Pedro Carrionem.
W 2004 startował na igrzyskach w Atenach i mistrzostwach Europy, jednak odpadł już w 1 walkach.

## Kariera zawodowa
Na zawodowym ringu nie odniósł sukcesów. Köber stoczył 21 walk, z których 19 wygrał i 2 przegrał, zdobywając tylko tymczasowe mistrzostwo Niemiec.